# Таунс, Карл-Энтони
Карл-Э́нтони Та́унс-младший (англ. Karl-Anthony Towns Jr.; род. 15 ноября 1995 года, Пискатауэй, штат Нью-Джерси, США) — американский и доминиканский баскетболист, выступающий за команду НБА «Нью-Йорк Никс». Играет на позиции центрового. Был выбран «Тимбервулвз» на драфте НБА 2015 года под общим первым номером.
Таунс также одержал победу в Конкурсе трёхочковых бросков НБА в сезоне 2021/22.

## Биография

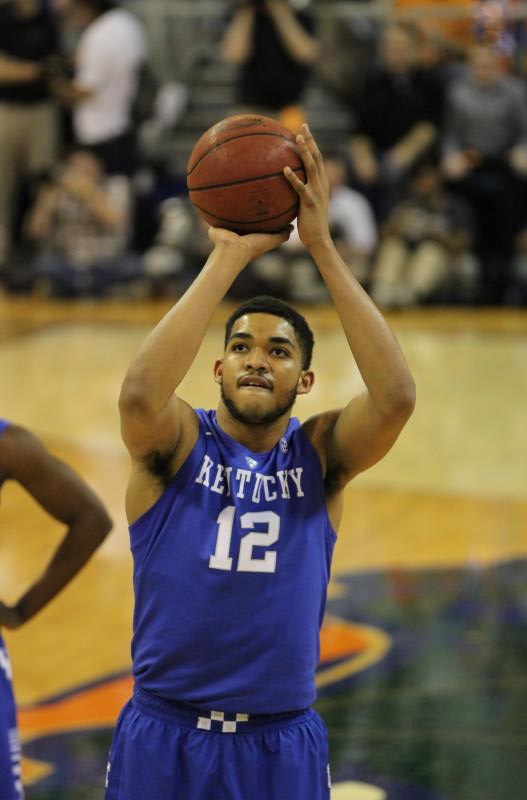
Таунс в 2015 году

В 2014 году принял участие в играх McDonald’s All-American и Jordan Brand Classic, в которых соревнуются лучшие выпускники школ США и Канады. В 2014 году он в составе молодёжной сборной США участвовал в турнире Nike Hoop Summit, в котором лучшие американские школьники играли против команды иностранных игроков в возрасте до 19 лет. Карл-Энтони был признан баскетболистом года по версии Gatorade (2014).
Таунс выступал за Кентуккийский университет. Вместе с командой Таунс стал победителем регулярного чемпионата конференции и вышел в полуфинал «мартовского безумия» NCAA. Карл-Энтони Таунс был признан самым выдающимся игроком региона. «Кентукки» потерпел всего одно поражение в минувшем чемпионате NCAA, уступив «Висконсину» в полуфинале плей-офф со счётом 64:71. За дебютный сезон 2014/15 годов в колледже Таунс провел 39 матчей, набирая 10,3 очка, делая 6,7 подбора и 1,1 передачи в среднем за игру.

### Миннесота Тимбервулвз (2015—2024)
9 апреля 2015 года сразу семь игроков сборной университета «Кентукки» объявили о намерениях выставить свои кандидатуры на драфт НБА 2015 года — Карл-Энтони Таунс, считающийся наряду с Джалилом Окафором из «Дьюка» главным претендентом на общий первый выбор, Уилли Коули-Штайн, Девин Букер, Трей Лайлз, Дакари Джонсон, Эндрю Харрисон и Аарон Харрисон.
25 июня 2015 года Таунс был выбран «Миннесота Тимбервулвз» на драфте НБА 2015 года под общим первым номером. 7 июля он подписал свой контракт новичка с «Тимбервулвз» и 28 октября дебютировал в НБА в первом сезоне «Тимбервулвз» против «Лос-Анджелес Лейкерс», играя в стартовой пятёрке и набрав 14 очков и 12 подборов в победной игре со счетом 112–111.  
20 января 2016 года Таунс провел лучшую в сезоне игру с 27 очками и 17 подборами и 6 блок-шотами, проиграв «Даллас Маверикс» со счетом 106–94. 29 января он набрал 32 очка и 12 подборов, проиграв «Юта Джаз», став самым молодым игроком, набравшим 30 очков и 10 подборов в одной игре с тех пор, как Кевин Дюрант сделал это в 2008 году.

### Нью-Йорк Никс (2024—настоящее время)
2 октября 2024 года Таунс был обменян в «Нью-Йорк Никс» в рамках сделки с «Шарлотт Хорнетс». 29 октября Таунс набрал 44 очка и сделал 13 подборов в победе над «Майами Хит» со счетом 116-107. Он попал 17 из 25 с игры, 4 из 5 с 3-очковой дистанции и 6 из 6 с линии штрафных бросков. 44 очка стали самыми результативными для центрового «Никс» со времен Патрика Юинга в 1995 году. Таунс также стал первым игроком в истории «Никс», набравшим 40 очков, 10 подборов и реализовавшим 65 % бросков в игре после Кармело Энтони в 2014 году. 13 ноября Таунс набрал максимальные в сезоне 46 очков при 60 % бросков с игры и взял 10 подборов в победном матче против «Чикаго Буллз» со счетом 124:123. 19 декабря в своей первой игре в Таргет-центре после девятилетнего пребывания в составе «Тимбервулвз» Таунс набрал 32 очка, сделал 20 подборов и шесть передач в победе со счетом 133-107. Благодаря этой победе он присоединился к Кариму Абдул-Джаббару (1975 г. против «Милуоки Бакс») как второй игрок, набравший 30+ очков и 20+ подборов в первой игре против своей бывшей команды. Таунс также присоединился к Уиллису Риду как единственный игрок «Никс», набравший 30 очков и 20 подборов при 80 % точности бросков. За свою игру в декабре Таунс впервые в карьере был назван игроком месяца в Восточной конференции. Он помог привести «Никс» к рекорду 12-2 в декабре, набирая в среднем 23,2 очка, 14,6 подбора и 1,8 блока за игру.
25 января 2025 года Таунс был заявлен в качестве стартового игрока Восточной конференции на матч всех звезд НБА 2025 года. 12 февраля Таунс набрал 44 очка и взял 10 подборов в овертайме в победе над «Атлантой Хокс». Он впервые в своей карьере набрал 40 очков в нескольких играх подряд. Таунс также присоединился к Патрику Юингу, Бернарду Кингу, Кармело Энтони и Джейлену Брансону - единственным игрокам «Никс», набиравшим не менее 40 очков в нескольких матчах подряд.

## Статистика

### Статистика в НБА
| Сезон                                                                                    | Команда   | Регулярный сезон | Регулярный сезон | Регулярный сезон | Регулярный сезон | Регулярный сезон | Регулярный сезон | Регулярный сезон | Регулярный сезон | Регулярный сезон | Регулярный сезон | Регулярный сезон | Серия плей-офф | Серия плей-офф | Серия плей-офф | Серия плей-офф | Серия плей-офф | Серия плей-офф | Серия плей-офф | Серия плей-офф | Серия плей-офф | Серия плей-офф | Серия плей-офф |
| Сезон                                                                                    | Команда   | GP               | GS               | MPG              | FG%              | 3P%              | FT%              | RPG              | APG              | SPG              | BPG              | PPG              | GP             | GS             | MPG            | FG%            | 3P%            | FT%            | RPG            | APG            | SPG            | BPG            | PPG            |
| ---------------------------------------------------------------------------------------- | --------- | ---------------- | ---------------- | ---------------- | ---------------- | ---------------- | ---------------- | ---------------- | ---------------- | ---------------- | ---------------- | ---------------- | -------------- | -------------- | -------------- | -------------- | -------------- | -------------- | -------------- | -------------- | -------------- | -------------- | -------------- |
| 2015/16                                                                                  | Миннесота | 82               | 82               | 32,0             | 54,3             | 34,1             | 81,1             | 10,4             | 2,0              | 0,7              | 1,7              | 18,3             | Не участвовал  | Не участвовал  | Не участвовал  | Не участвовал  | Не участвовал  | Не участвовал  | Не участвовал  | Не участвовал  | Не участвовал  | Не участвовал  | Не участвовал  |
| 2016/17                                                                                  | Миннесота | 82               | 82               | 37,0             | 54,2             | 36,7             | 83,2             | 12,3             | 2,7              | 0,7              | 1,3              | 25,1             | Не участвовал  | Не участвовал  | Не участвовал  | Не участвовал  | Не участвовал  | Не участвовал  | Не участвовал  | Не участвовал  | Не участвовал  | Не участвовал  | Не участвовал  |
| 2017/18                                                                                  | Миннесота | 82               | 82               | 35,6             | 54,5             | 42,1             | 85,8             | 12,3             | 2,4              | 0,8              | 1,4              | 21,3             | 5              | 5              | 34,0           | 46,7           | 27,3           | 73,9           | 13,4           | 2,2            | 0,4            | 1,0            | 15,2           |
| 2018/19                                                                                  | Миннесота | 77               | 77               | 33,0             | 51,8             | 40,0             | 83,6             | 12,4             | 3,4              | 0,9              | 1,6              | 24,4             | Не участвовал  | Не участвовал  | Не участвовал  | Не участвовал  | Не участвовал  | Не участвовал  | Не участвовал  | Не участвовал  | Не участвовал  | Не участвовал  | Не участвовал  |
| 2019/20                                                                                  | Миннесота | 35               | 35               | 33,9             | 50,8             | 41,2             | 79,6             | 10,8             | 4,4              | 0,9              | 1,2              | 26,5             | Не участвовал  | Не участвовал  | Не участвовал  | Не участвовал  | Не участвовал  | Не участвовал  | Не участвовал  | Не участвовал  | Не участвовал  | Не участвовал  | Не участвовал  |
| 2020/21                                                                                  | Миннесота | 50               | 50               | 33,8             | 48,6             | 38,7             | 85,9             | 10,6             | 4,5              | 0,8              | 1,1              | 24,8             | Не участвовал  | Не участвовал  | Не участвовал  | Не участвовал  | Не участвовал  | Не участвовал  | Не участвовал  | Не участвовал  | Не участвовал  | Не участвовал  | Не участвовал  |
| 2021/22                                                                                  | Миннесота | 74               | 74               | 33,5             | 52,9             | 41,0             | 82,2             | 9,8              | 3,6              | 1,0              | 1,1              | 24,6             | 6              | 6              | 37,0           | 48,8           | 45,5           | 86,0           | 10,8           | 2,2            | 0,7            | 2,0            | 21,8           |
| 2022/23                                                                                  | Миннесота | 29               | 29               | 33,0             | 49,5             | 36,6             | 87,4             | 8,1              | 4,8              | 0,7              | 0,6              | 20,8             | 5              | 5              | 36,0           | 45,7           | 25,0           | 75,0           | 10,2           | 2,0            | 0,6            | 0,8            | 18,2           |
| 2023/24                                                                                  | Миннесота | 62               | 62               | 32,7             | 50,4             | 41,6             | 87,3             | 8,3              | 3,0              | 0,7              | 0,7              | 21,8             | 16             | 16             | 32,6           | 46,6           | 36,1           | 85,5           | 9,0            | 2,6            | 0,8            | 0,2            | 19,1           |
|                                                                                          | Всего     | 573              | 573              | 34,0             | 52,4             | 39,8             | 83,9             | 10,8             | 3,2              | 0,8              | 1,3              | 22,9             | 32             | 32             | 34,2           | 46,8           | 35,0           | 82,4           | 10,2           | 2,4            | 0,7            | 0,8            | 18,8           |
| Наведите курсор мыши на аббревиатуры в заголовке таблицы, чтобы прочесть их расшифровку. |           |                  |                  |                  |                  |                  |                  |                  |                  |                  |                  |                  |                |                |                |                |                |                |                |                |                |                |                |

### Статистика в NCAA
| Сезон | Команда  | Conf  | Class | GP | GS | MPG  | FG%  | 3P%  | FT%  | RPG | APG | SPG | BPG | PPG  |
| --- | -------- | ----- | ----- | -- | -- | ---- | ---- | ---- | ---- | --- | --- | --- | --- | ---- |
| 2014/15 | Кентукки | SEC   | FR    | 39 | 39 | 21,1 | 56,6 | 25,0 | 81,3 | 6,7 | 1,1 | 0,5 | 2,3 | 10,3 |
| Всего | Всего    | Всего | Всего | 39 | 39 | 21,1 | 56,6 | 25,0 | 81,3 | 6,7 | 1,1 | 0,5 | 2,3 | 10,3 |
| Наведите курсор мыши на аббревиатуры в заголовке таблицы, чтобы прочесть их расшифровку Статистика приведена с сайта sports-reference.com |          |       |       |    |    |      |      |      |      |     |     |     |     |      |